# Llista d'asteroides/186601-186700
| Nom      | Designació provisional | Data de descobriment   | Lloc de descobriment | Descobridor/s |
| -------- | ---------------------- | ---------------------- | -------------------- | ------------- |
| 186601 - | 2003 BN86              | 25 de gener de 2003    | Socorro              | LINEAR        |
| 186602 - | 2003 BY89              | 28 de gener de 2003    | Socorro              | LINEAR        |
| 186603 - | 2003 BF90              | 28 de gener de 2003    | Socorro              | LINEAR        |
| 186604 - | 2003 BP92              | 28 de gener de 2003    | Apache Point         | SDSS          |
| 186605 - | 2003 CN1               | 1 de febrer de 2003    | Palomar              | NEAT          |
| 186606 - | 2003 CB15              | 4 de febrer de 2003    | Socorro              | LINEAR        |
| 186607 - | 2003 CZ15              | 4 de febrer de 2003    | Palomar              | NEAT          |
| 186608 - | 2003 CK18              | 8 de febrer de 2003    | Socorro              | LINEAR        |
| 186609 - | 2003 DA22              | 28 de febrer de 2003   | Socorro              | LINEAR        |
| 186610 - | 2003 EF7               | 6 de març de 2003      | Anderson Mesa        | LONEOS        |
| 186611 - | 2003 EH14              | 7 de març de 2003      | Palomar              | NEAT          |
| 186612 - | 2003 EJ21              | 6 de març de 2003      | Socorro              | LINEAR        |
| 186613 - | 2003 EM25              | 6 de març de 2003      | Anderson Mesa        | LONEOS        |
| 186614 - | 2003 EY31              | 7 de març de 2003      | Socorro              | LINEAR        |
| 186615 - | 2003 EF34              | 7 de març de 2003      | Socorro              | LINEAR        |
| 186616 - | 2003 EL39              | 8 de març de 2003      | Socorro              | LINEAR        |
| 186617 - | 2003 EZ51              | 11 de març de 2003     | Palomar              | NEAT          |
| 186618 - | 2003 EC56              | 11 de març de 2003     | Kitt Peak            | Spacewatch    |
| 186619 - | 2003 FU33              | 23 de març de 2003     | Kitt Peak            | Spacewatch    |
| 186620 - | 2003 FY37              | 23 de març de 2003     | Kitt Peak            | Spacewatch    |
| 186621 - | 2003 FD41              | 25 de març de 2003     | Palomar              | NEAT          |
| 186622 - | 2003 FQ45              | 24 de març de 2003     | Kitt Peak            | Spacewatch    |
| 186623 - | 2003 FG52              | 25 de març de 2003     | Palomar              | NEAT          |
| 186624 - | 2003 FL96              | 30 de març de 2003     | Kitt Peak            | Spacewatch    |
| 186625 - | 2003 FQ103             | 24 de març de 2003     | Kitt Peak            | Spacewatch    |
| 186626 - | 2003 FA105             | 26 de març de 2003     | Palomar              | NEAT          |
| 186627 - | 2003 FY107             | 31 de març de 2003     | Anderson Mesa        | LONEOS        |
| 186628 - | 2003 FO112             | 31 de març de 2003     | Socorro              | LINEAR        |
| 186629 - | 2003 FN130             | 24 de març de 2003     | Kitt Peak            | Spacewatch    |
| 186630 - | 2003 GB37              | 6 d'abril de 2003      | Anderson Mesa        | LONEOS        |
| 186631 - | 2003 GA41              | 9 d'abril de 2003      | Palomar              | NEAT          |
| 186632 - | 2003 GF41              | 9 d'abril de 2003      | Palomar              | NEAT          |
| 186633 - | 2003 GP44              | 9 d'abril de 2003      | Haleakala            | NEAT          |
| 186634 - | 2003 GA45              | 8 d'abril de 2003      | Palomar              | NEAT          |
| 186635 - | 2003 GW54              | 4 d'abril de 2003      | Kitt Peak            | Spacewatch    |
| 186636 - | 2003 HE50              | 28 d'abril de 2003     | Socorro              | LINEAR        |
| 186637 - | 2003 HQ53              | 21 d'abril de 2003     | Kitt Peak            | Spacewatch    |
| 186638 - | 2003 JJ4               | 2 de maig de 2003      | Kitt Peak            | Spacewatch    |
| 186639 - | 2003 KP8               | 23 de maig de 2003     | Kitt Peak            | Spacewatch    |
| 186640 - | 2003 KR16              | 27 de maig de 2003     | Haleakala            | NEAT          |
| 186641 - | 2003 LL4               | 3 de juny de 2003      | Socorro              | LINEAR        |
| 186642 - | 2003 MK7               | 29 de juny de 2003     | Socorro              | LINEAR        |
| 186643 - | 2003 MS7               | 28 de juny de 2003     | Prescott             | P. G. Comba   |
| 186644 - | 2003 ML8               | 28 de juny de 2003     | Socorro              | LINEAR        |
| 186645 - | 2003 NW8               | 10 de juliol de 2003   | Reedy Creek          | J. Broughton  |
| 186646 - | 2003 QW64              | 23 d'agost de 2003     | Socorro              | LINEAR        |
| 186647 - | 2003 RB11              | 13 de setembre de 2003 | Anderson Mesa        | LONEOS        |
| 186648 - | 2003 SN115             | 16 de setembre de 2003 | Socorro              | LINEAR        |
| 186649 - | 2003 TK15              | 15 d'octubre de 2003   | Anderson Mesa        | LONEOS        |
| 186650 - | 2003 UN74              | 17 d'octubre de 2003   | Kitt Peak            | Spacewatch    |
| 186651 - | 2003 UX85              | 18 d'octubre de 2003   | Palomar              | NEAT          |
| 186652 - | 2003 UY106             | 18 d'octubre de 2003   | Palomar              | NEAT          |
| 186653 - | 2003 UP164             | 21 d'octubre de 2003   | Socorro              | LINEAR        |
| 186654 - | 2003 WZ65              | 19 de novembre de 2003 | Kitt Peak            | Spacewatch    |
| 186655 - | 2003 WY86              | 21 de novembre de 2003 | Socorro              | LINEAR        |
| 186656 - | 2003 WA104             | 21 de novembre de 2003 | Socorro              | LINEAR        |
| 186657 - | 2003 WN138             | 21 de novembre de 2003 | Socorro              | LINEAR        |
| 186658 - | 2003 WD193             | 24 de novembre de 2003 | Kitt Peak            | Spacewatch    |
| 186659 - | 2003 XF12              | 14 de desembre de 2003 | Palomar              | NEAT          |
| 186660 - | 2003 XH15              | 14 de desembre de 2003 | Kitt Peak            | Spacewatch    |
| 186661 - | 2003 XY38              | 4 de desembre de 2003  | Socorro              | LINEAR        |
| 186662 - | 2003 YF9               | 16 de desembre de 2003 | Kitt Peak            | Spacewatch    |
| 186663 - | 2003 YH9               | 16 de desembre de 2003 | Catalina             | CSS           |
| 186664 - | 2003 YA30              | 18 de desembre de 2003 | Uccle                | Uccle         |
| 186665 - | 2003 YJ37              | 17 de desembre de 2003 | Kitt Peak            | Spacewatch    |
| 186666 - | 2003 YH59              | 19 de desembre de 2003 | Socorro              | LINEAR        |
| 186667 - | 2003 YK64              | 19 de desembre de 2003 | Socorro              | LINEAR        |
| 186668 - | 2003 YL64              | 19 de desembre de 2003 | Socorro              | LINEAR        |
| 186669 - | 2003 YY76              | 18 de desembre de 2003 | Socorro              | LINEAR        |
| 186670 - | 2003 YP77              | 18 de desembre de 2003 | Socorro              | LINEAR        |
| 186671 - | 2003 YK82              | 18 de desembre de 2003 | Socorro              | LINEAR        |
| 186672 - | 2003 YX98              | 19 de desembre de 2003 | Socorro              | LINEAR        |
| 186673 - | 2003 YE101             | 19 de desembre de 2003 | Socorro              | LINEAR        |
| 186674 - | 2003 YL112             | 23 de desembre de 2003 | Socorro              | LINEAR        |
| 186675 - | 2003 YM112             | 23 de desembre de 2003 | Socorro              | LINEAR        |
| 186676 - | 2003 YD116             | 27 de desembre de 2003 | Kitt Peak            | Spacewatch    |
| 186677 - | 2003 YT127             | 27 de desembre de 2003 | Socorro              | LINEAR        |
| 186678 - | 2003 YB129             | 27 de desembre de 2003 | Socorro              | LINEAR        |
| 186679 - | 2003 YQ129             | 27 de desembre de 2003 | Socorro              | LINEAR        |
| 186680 - | 2003 YH137             | 27 de desembre de 2003 | Socorro              | LINEAR        |
| 186681 - | 2003 YC140             | 28 de desembre de 2003 | Socorro              | LINEAR        |
| 186682 - | 2003 YT141             | 28 de desembre de 2003 | Socorro              | LINEAR        |
| 186683 - | 2003 YU145             | 28 de desembre de 2003 | Socorro              | LINEAR        |
| 186684 - | 2003 YY155             | 20 de desembre de 2003 | Socorro              | LINEAR        |
| 186685 - | 2003 YB169             | 18 de desembre de 2003 | Socorro              | LINEAR        |
| 186686 - | 2004 AZ5               | 13 de gener de 2004    | Anderson Mesa        | LONEOS        |
| 186687 - | 2004 AW9               | 15 de gener de 2004    | Kitt Peak            | Spacewatch    |
| 186688 - | 2004 BJ2               | 16 de gener de 2004    | Palomar              | NEAT          |
| 186689 - | 2004 BF6               | 16 de gener de 2004    | Kitt Peak            | Spacewatch    |
| 186690 - | 2004 BB12              | 16 de gener de 2004    | Palomar              | NEAT          |
| 186691 - | 2004 BT15              | 17 de gener de 2004    | Palomar              | NEAT          |
| 186692 - | 2004 BD17              | 17 de gener de 2004    | Palomar              | NEAT          |
| 186693 - | 2004 BF22              | 16 de gener de 2004    | Kitt Peak            | Spacewatch    |
| 186694 - | 2004 BD29              | 18 de gener de 2004    | Palomar              | NEAT          |
| 186695 - | 2004 BK29              | 18 de gener de 2004    | Palomar              | NEAT          |
| 186696 - | 2004 BM31              | 19 de gener de 2004    | Anderson Mesa        | LONEOS        |
| 186697 - | 2004 BK38              | 19 de gener de 2004    | Catalina             | CSS           |
| 186698 - | 2004 BU41              | 19 de gener de 2004    | Catalina             | CSS           |
| 186699 - | 2004 BD43              | 22 de gener de 2004    | Socorro              | LINEAR        |
| 186700 - | 2004 BM43              | 22 de gener de 2004    | Socorro              | LINEAR        |